# Honduras nos Jogos Pan-Americanos de 2019
Honduras competiu nos Jogos Pan-Americanos de 2019 em Lima, Peru, de 26 de julho a 11 de agosto de 2019.
Em julho de 2019, o Comitê Olímpico Hondurenho liberou a lista final de 44 atletas (32 homens e 12 mulheres) para competir em 14 esportes.
Durante a cerimônia de abertura dos jogos, o ginete Pedro Espinosa foi o porta-bandeira do país.

## Atletas
Abaixo está a lista do número de atletas (por gênero) participando dos jogos por esporte/disciplina.
| Esporte              | Masculino | Feminino | Total |
| -------------------- | --------- | -------- | ----- |
| Atletismo            | 1         | 0        | 1     |
| Ciclismo             | 1         | 0        | 1     |
| Fisiculturismo       | 1         | 1        | 2     |
| Futebol              | 18        | 0        | 18    |
| Hipismo              | 1         | 1        | 2     |
| Judô                 | 0         | 1        | 1     |
| Levantamento de peso | 1         | 0        | 1     |
| Lutas                | 1         | 1        | 2     |
| Natação              | 3         | 4        | 7     |
| Remo                 | 1         | 0        | 1     |
| Taekwondo            | 1         | 2        | 3     |
| Tênis                | 2         | 0        | 2     |
| Tênis de mesa        | 1         | 0        | 1     |
| Tiro esportivo       | 0         | 2        | 2     |
| Total                | 32        | 12       | 44    |

## Medalhistas
| Nome | Esporte | Evento                 | Gênero    | Dia          | Medalha |
| --- | ------- | ---------------------- | --------- | ------------ | ------- |
| Alex Güity Enrique Facussé Cristopher Meléndez Elvin Oliva José Antonio García Ricky Zapata Elison Rivas Denil Maldonado Carlos Pineda Kervin Arriaga Rembrandt Flores José Pinto Jorge Álvarez José Reyes Kilmar Peña Aldo Fajardo Darixon Vuelto Douglas Martínez | Futebol | Equipe                 | Masculino | 10 de agosto | Prata   |
| Kevin Mejía | Lutas   | Greco-romana até 97 kg | Masculino | 7 de agosto  | Bronze  |

| Esporte | Medalha de ouro | Medalha de prata | Medalha de bronze | Total |
| Futebol | 0               | 1                | 0                 | 1     |
| Lutas   | 0               | 0                | 1                 | 1     |
| Total   | 0               | 1                | 1                 | 2     |

## Atletismo
Honduras classificou um atleta masculino.
Chave
- Nota– As posições para os eventos de pista são referentes à fase inteira

Masculino
Field event
| Atleta        | Evento            | Final     | Final   |
| Atleta        | Evento            | Distância | Posição |
| ------------- | ----------------- | --------- | ------- |
| Zachary Short | Arremesso de peso | 18.62     | 10º     |

## Ciclismo
Honduras classificou dois ciclistas masculinos.

### Estrada
Masculino
| Atleta             | Evento             | Final    | Final   |
| Atleta             | Evento             | Tempo    | Posição |
| ------------------ | ------------------ | -------- | ------- |
| Luis Enrique Lopez | Corrida em estrada | 4:09:03  | 21º     |
| Luis Enrique Lopez | Contra o relógio   | 49:42.18 | 15º     |

### Mountain bike
Masculino
| Atleta             | Evento                  | Final   | Final   |
| Atleta             | Evento                  | Tempo   | Posição |
| ------------------ | ----------------------- | ------- | ------- |
| Luis Enrique Lopez | Cross-country masculino | 1:33:08 | 11º     |

## Fisiculturismo
Honduras classificou uma equipe completa de dois fisiculturistas (um homem e uma mulher).
| Atleta                | Evento             | Pré-julgamento | Pré-julgamento | Final       | Final       |
| Atleta                | Evento             | Pontos         | Posição        | Pontos      | Posição     |
| --------------------- | ------------------ | -------------- | -------------- | ----------- | ----------- |
| Jose Garcia Rodriguez | Clássico masculino | —              | —              | Não avançou | Não avançou |
| Sandra Alvarado       | Fitness feminino   | —              | —              | 39          | 4º          |

- Não foram fornecidos resultados para a fase de pré-julgamento, com apenas os seis melhores avançando.

## Futebol
Sumário
| Equipe             | Evento    | Fase de grupos       | Fase de grupos       | Fase de grupos       | Fase de grupos | Semifinal              | Final / MB / Po.     | Final / MB / Po. |
| Equipe             | Evento    | Adversário Resultado | Adversário Resultado | Adversário Resultado | Posição        | Adversário Resultado   | Adversário Resultado | Posição          |
| ------------------ | --------- | -------------------- | -------------------- | -------------------- | -------------- | ---------------------- | -------------------- | ---------------- |
| Honduras masculino | Masculino | Jamaica V 3–1        | Peru E 2–2           | Uruguai D 0–3        | 2º Q           | México V 1–1 (4-2 pen) | Argentina D 1–4      | Medalha de prata |

### Masculino
Honduras classificou uma equipe masculina de 18 atletas.
Elenco
O elenco foi anunciado em 22 de julho de 2019.
| No. | Pos. | Jogador             | Idade                            | Jogos | Gols | Clube             |
| --- | ---- | ------------------- | -------------------------------- | ----- | ---- | ----------------- |
|     | GR   | Alex Güity          | 20 de julho de 1997 (22 anos)    | 0     | 0    | Olimpia           |
|     | GR   | Enrique Facussé     | 30 de dezembro de 1998 (20 anos) | 0     | 0    | Kentucky Wildcats |
|     |      |                     |                                  |       |      |                   |
|     | D    | Cristopher Meléndez | 25 de novembro de 1997 (21 anos) | 0     | 0    | Motagua           |
|     | D    | Elvin Oliva         | 24 de outubro de 1997 (21 anos)  | 0     | 0    | Olimpia           |
|     | D    | José Antonio García | 21 de setembro de 1998 (20 anos) | 0     | 0    | Olimpia           |
|     | D    | Ricky Zapata        | 23 de novembro de 1997 (21 anos) | 0     | 0    | Real Sociedad     |
|     | D    | Elison Rivas        | 20 de novembro de 1999 (19 anos) | 0     | 0    | Real España       |
|     | D    | Denil Maldonado     | 26 de maio de 1998 (21 anos)     | 0     | 0    | Motagua           |
|     |      |                     |                                  |       |      |                   |
|     | M    | Carlos Pineda       | 23 de setembro de 1997 (21 anos) | 0     | 0    | Olimpia           |
|     | M    | Kervin Arriaga      | 5 de janeiro de 1998 (21 anos)   | 0     | 0    | Platense          |
|     | M    | Rembrandt Flores    | 12 de maio de 1997 (22 anos)     | 0     | 0    | Olimpia           |
|     | M    | José Pinto          | 27 de setembro de 1997 (21 anos) | 0     | 0    | Olimpia           |
|     | M    | Jorge Álvarez       | 28 de janeiro de 1998 (21 anos)  | 0     | 0    | Olimpia           |
|     | M    | José Reyes          | 5 de novembro de 1997 (21 anos)  | 0     | 0    | Olimpia           |
|     |      |                     |                                  |       |      |                   |
|     | A    | Kilmar Peña         | 9 de março de 1997 (22 anos)     | 0     | 0    | Lobos UPNFM       |
|     | A    | Aldo Fajardo        | 13 de novembro de 1997 (21 anos) | 0     | 0    | Platense          |
|     | A    | Darixon Vuelto      | 15 de janeiro de 1998 (21 anos)  | 0     | 0    | Real España       |
|     | A    | Douglas Martínez    | 5 de junho de 1997 (22 anos)     | 0     | 0    | Real Monarchs     |

Grupo B
| Pos | Equipe   | Pts | J | V | E | D | GP | GC | SG | Classificado  |
| --- | -------- | --- | - | - | - | - | -- | -- | -- | ------------- |
| 1   | Uruguai  | 9   | 3 | 3 | 0 | 0 | 7  | 0  | +7 | Semifinais    |
| 2   | Honduras | 4   | 3 | 1 | 1 | 1 | 5  | 6  | −1 | Semifinais    |
| 3   | Jamaica  | 3   | 3 | 1 | 0 | 2 | 3  | 5  | −2 | 5º - 6º lugar |
| 4   | Peru (H) | 1   | 3 | 0 | 1 | 2 | 2  | 6  | −4 | 7º - 8º lugar |

| 29 de julho de 2019 | Jamaica      | 1–3       | Honduras                       | Estadio Universidad San Marcos    |
| 17:30               | Beckford 46' | Relatório | Vuelto 71', 80' · Martínez 78' | Árbitro: Fernando Echenique (ARG) |

| 1 de agosto | Honduras                       | 2 – 2     | Peru                     | Estádio Universidad San Marcos, Lima |
| 20:30       | Vuelto 90+2' · Maldonado 90+7' | Relatório | Quevedo 15' · Guivin 62' | Árbitro: CHI Felipe González         |

| 4 de agosto de 2019 | Uruguai                                                 | 3–0       | Honduras | Estadio Universidad San Marcos |
| 17:30               | Arriaga 34' (o.g.) · Ramírez 75' (pen.) · Fernández 84' | Relatório |          | Árbitro: Gustavo Murillo (COL) |

Semifinais
| 7 de agosto | México      | 1 – 1     | Honduras  | Estádio Universidad San Marcos, Lima |
| 17:30       | Venegas 40' | Relatório | Reyes 79' | Árbitro: PAR Ulises Mereles          |

|                            |       | Penalidades                     |  |
| Govea Vásquez López Macías | 2 – 4 | Martínez Vuelto Reyes Maldonado |  |

Disputa pelo ouro
| 10 de agosto | Honduras     | 1 – 4     | Argentina                                       | Estádio Universidad San Marcos, Lima |
| 20:30        | Martínez 42' | Relatório | Urzi 7' · Valenzuela 58' · Necul 61' · Vera 65' | Árbitro: COL Gustavo Murillo         |

## Hipismo
Honduras classificou dois ginetes.

### Adestramento
| Atleta      | Cavalo        | Evento     | Classificação                 | Classificação                 | Classificação                       | Classificação                       | Classificação | Classificação | Grand Prix Freestyle / Intermediate I Freestyle | Grand Prix Freestyle / Intermediate I Freestyle |
| Atleta      | Cavalo        | Evento     | Grand Prix / Prix St. Georges | Grand Prix / Prix St. Georges | Grand Prix Special / Intermediate I | Grand Prix Special / Intermediate I | Total         | Total         | Grand Prix Freestyle / Intermediate I Freestyle | Grand Prix Freestyle / Intermediate I Freestyle |
| Atleta      | Cavalo        | Evento     | Resultado                     | Posição                       | Resultado                           | Posição                             | Resultado     | Posição       | Resultado                                       | Posição                                         |
| ----------- | ------------- | ---------- | ----------------------------- | ----------------------------- | ----------------------------------- | ----------------------------------- | ------------- | ------------- | ----------------------------------------------- | ----------------------------------------------- |
| Karen Atala | D'Esprit Joli | Individual | 59.324                        | 35º                           | 59.000                              | 33º                                 | 118.324       | 33º           | Não avançou                                     | Não avançou                                     |

### CCE
| Atleta         | Cavalo   | Evento     | Adestramento | Adestramento | Cross-country | Cross-country | Saltos | Saltos  | Total  | Total   |
| Atleta         | Cavalo   | Evento     | Pontos       | Posição      | Pontos        | Posição       | Pontos | Posição | Pontos | Posição |
| -------------- | -------- | ---------- | ------------ | ------------ | ------------- | ------------- | ------ | ------- | ------ | ------- |
| Pedro Espinosa | Hipolita | Individual | 33.00        | 14º          | 34.80         | 17º           | 4.00   | 11º     | 71.80  | 15º     |

## Judô
Honduras classificou uma judoca.
Feminino
| Atleta       | Evento | Oitavas-de-final          | Quartas-de-final     | Semifinais           | Repescagem           | Final / MB           | Final / MB |
| Atleta       | Evento | Adversário Resultado      | Adversário Resultado | Adversário Resultado | Adversário Resultado | Adversário Resultado | Posição    |
| ------------ | ------ | ------------------------- | -------------------- | -------------------- | -------------------- | -------------------- | ---------- |
| Cergia David | −63 kg | De Lucía (ARG) D 00S3–100 | Não avançou          | Não avançou          | Não avançou          | Não avançou          | 9º         |

## Levantamento de peso
Honduras recebeu um convite para um halterofilista masculino.
Masculino
| Atleta          | Evento | Arranco | Arranco | Arremesso | Arremesso | Total | Total   |
| Atleta          | Evento | Peso    | Posição | Peso      | Posição   | Peso  | Posição |
| --------------- | ------ | ------- | ------- | --------- | --------- | ----- | ------- |
| Jorge Hernández | –73 kg | 125     | 7º      | 165       | 7º        | 290   | 7º      |

## Lutas
Honduras classificou dois lutadores (um homem e uma mulher).
| Atleta       | Evento                       | Quartas-de-final     | Semifinal            | Repescagem           | Final / MB           | Final / MB        |
| Atleta       | Evento                       | Adversário Resultado | Adversário Resultado | Adversário Resultado | Adversário Resultado | Posição           |
| ------------ | ---------------------------- | -------------------- | -------------------- | -------------------- | -------------------- | ----------------- |
| Kevin Mejía  | Greco-romana 97 kg masculino | Loango (COL) V 7–0   | Hancock (USA) D 0–10 | —                    | Barreiro (CAN) V 8–0 | Medalha de bronze |
| Saidy Chávez | 68 kg feminino               | Garnica (MEX) D 0–2F | Não avançou          | Não avançou          | Não avançou          | Não avançou       |

## Natação
Hnduras classificou sete nadadores (três homens e quatro mulheres).
- Nota – Posições são de acordo com a fase inteira
- NR – Recorde nacional
- QB – Classificado à Final B

Masculino
| Atleta                | Evento          | Eliminatórias | Eliminatórias | Final       | Final       |
| Atleta                | Evento          | Tempo         | Posição       | Tempo       | Posição     |
| --------------------- | --------------- | ------------- | ------------- | ----------- | ----------- |
| Marco Flores          | 50 m livre      | 23.55         | 21º           | Não avançou | Não avançou |
| Marco Flores          | 100 m livre     | 52.21         | 22º           | Não avançou | Não avançou |
| Julio Horrego         | 100 m peito     | 1:02.94       | 15º QB        | 1:02.37     | 12º         |
| Julio Horrego         | 200 m peito     | 2:18.21       | 13 QB         | 2:17.90     | 12º         |
| Julio Horrego         | 200 m medley    | 2:07.78       | 18º           | Não avançou | Não avançou |
| Carlos Vasquez Moreno | 100 m borboleta | 56.01         | 17º           | Não avançou | Não avançou |
| Carlos Vasquez Moreno | 200 m borboleta | 2:03.37       | 16º QB        | 2:02.74     | 14º         |

Feminino
| Atleta                  | Evento          | Eliminatórias | Eliminatórias | Final           | Final           |
| Atleta                  | Evento          | Tempo         | Posição       | Tempo           | Posição         |
| ----------------------- | --------------- | ------------- | ------------- | --------------- | --------------- |
| Julimar Avila           | 50 m livre      | 26.69         | 13º QB        | 26.91           | 15º             |
| Julimar Avila           | 100 m livre     | 58.15         | 14º QB        | 57.74           | 12º             |
| Julimar Avila           | 100 m borboleta | 1:03.35       | 17º           | Não avançou     | Não avançou     |
| Julimar Avila           | 200 m medley    | 2:25.12       | 14º QB        | 2:22.43         | 12º             |
| Sara Pastrana           | 200 m livre     | 2:06.65       | 13º QB        | 2:06.40         | 12º             |
| Sara Pastrana           | 400 m livre     | 4:28.68       | 14º QB        | 4:27.11         | 13º             |
| Jennifer Ramirez Posada | 800 m livre     | —             | —             | 9:39.09         | 13º             |
| Jennifer Ramirez Posada | 200 m borboleta | 2:24.83       | 14º QB        | 2:24.50         | 14º             |
| Ana Pastrana Lizano     | 400 m medley    | 5:16.93       | 11º QB        | Desclassificada | Desclassificada |

## Remo
Honduras classificou um remador.
Masculino
| Atleta          | Evento        | Eliminatórias | Eliminatórias | Repescagem | Repescagem | Semifinal        | Semifinal        | Final         | Final   |
| Atleta          | Evento        | Tempo         | Posição       | Tempo      | Posição    | Tempo            | Posição          | Tempo         | Posição |
| --------------- | ------------- | ------------- | ------------- | ---------- | ---------- | ---------------- | ---------------- | ------------- | ------- |
| Franklin Acosta | Skiff simples | 7:58.25       | 5º R          | 8:03.59    | 4º FC      | Não classificado | Não classificado | Não realizada | 13º     |

- Resultados de acordo com a bateria.
- A final C não foi realizada e Acosta terminou em 13º no geral.

## Taekwondo

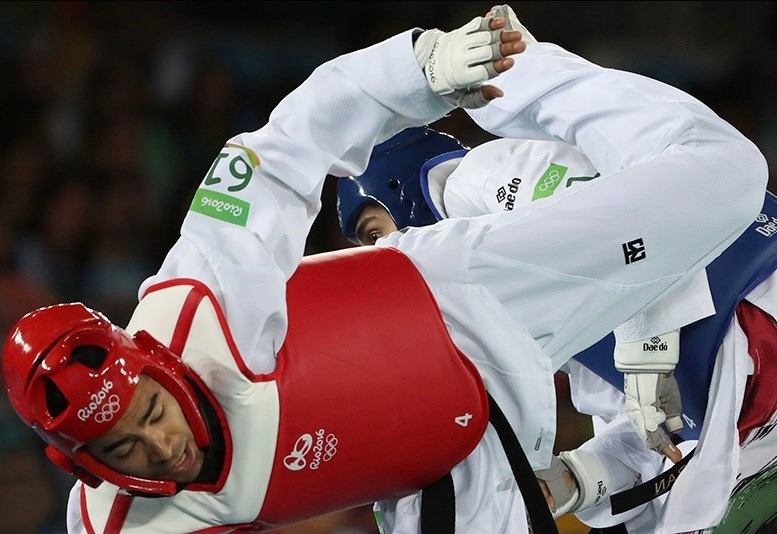
Miguel Ferrera, nesta foto disputando os Jogos Olímpicos de Verão de 2016, onde competiu na categoria até 80 kg do taekwondo

Honduras classificou três atletas para competir no taekwondo (um homem e duas mulheres).
Kyorugi
| Atleta          | Evento           | Oitavas-de-final        | Quartas-de-final       | Semifinais           | Repescagem           | Final / MB           | Final / MB  |
| Atleta          | Evento           | Adversário Resultado    | Adversário Resultado   | Adversário Resultado | Adversário Resultado | Adversário Resultado | Posição     |
| --------------- | ---------------- | ----------------------- | ---------------------- | -------------------- | -------------------- | -------------------- | ----------- |
| Miguel Ferrera  | –80 kg masculino | Iliesco (CAN) V 8–8     | Hernández (DOM) D 7–15 | Não avançou          | Não avançou          | Não avançou          | Não avançou |
| Yosselyn Molina | –67 kg feminino  | Kraayeveld (CAN) D 4–16 | Não avançou            | Não avançou          | Não avançou          | Não avançou          | Não avançou |
| Keyla Ávila     | +67 kg feminino  | Fernandez (VEN) D 0–1   | Não avançou            | Não avançou          | Não avançou          | Não avançou          | Não avançou |

## Tênis
Honduras classificou dois tenistas masculinos.
Masculino
| Atleta                        | Evento  | Primeira rodada                | Segunda rodada       | Oitavas-de-final                  | Quartas-de-final     | Semifinal            | Final / MB  | Final / MB  |
| Atleta                        | Evento  | Adversário Resultado           | Adversário Resultado | Adversário Resultado              | Adversário Resultado | Adversário Resultado | Posição     |             |
| ----------------------------- | ------- | ------------------------------ | -------------------- | --------------------------------- | -------------------- | -------------------- | ----------- | ----------- |
| Alejandro Obando              | Simples | Granja (CUB) D 4–6, 1–6        | Não avançou          | Não avançou                       | Não avançou          | Não avançou          | Não avançou | Não avançou |
| Keny Turcios                  | Simples | Zeballos (BOL) D 3–6, 6–4, 1–6 | Não avançou          | Não avançou                       | Não avançou          | Não avançou          | Não avançou | Não avançou |
| Alejandro Obando Keny Turcios | Duplas  | —                              | Bye                  | González / Mejía (COL) D 4–6, 2–6 | Não avançou          | Não avançou          | Não avançou | Não avançou |

## Tênis de mesa
Honduras classificou um mesatenista. José You classificou-se após vencer sua chave do torneio de classificação individual. You viveu e treinou em Taiwan nos últimos 20 anos.
Masculino
| Atleta   | Evento               | 16-avos-de-final     | Oitavas-de-final     | Quartas-de-final     | Semifinais           | Final                | Posição     |
| Atleta   | Evento               | Adversário Resultado | Adversário Resultado | Adversário Resultado | Adversário Resultado | Adversário Resultado | Posição     |
| -------- | -------------------- | -------------------- | -------------------- | -------------------- | -------------------- | -------------------- | ----------- |
| José You | Individual masculino | Jha (USA) D 0–4      | Não avançou          | Não avançou          | Não avançou          | Não avançou          | Não avançou |

## Tiro esportivo
Honduras classificou duas atiradoras femininas.
Feminino
| Atleta          | Evento             | Classificação | Classificação | Final       | Final       |
| Atleta          | Evento             | Pontos        | Posição       | Pontos      | Posição     |
| --------------- | ------------------ | ------------- | ------------- | ----------- | ----------- |
| Sthephany Gallo | Pistola de ar 10 m | 528           | 27º           | Não avançou | Não avançou |
| Sthephany Gallo | Pistola 25 m       | 522           | 24º           | Não avançou | Não avançou |
| Pamela Ramirez  | Pistola de ar 10 m | 520           | 29º           | Não avançou | Não avançou |
| Pamela Ramirez  | Pistola 25 m       | 431           | 27º           | Não avançou | Não avançou |